# Antignac (Haute-Garonne)
Pour les articles homonymes, voir Antignac.
Antignac est une commune française située dans le sud-ouest du département de la Haute-Garonne en région Occitanie. Sur le plan historique et culturel, la commune fait partie du pays de Comminges, correspondant à l’ancien comté de Comminges, circonscription de la province de Gascogne située sur les départements actuels du Gers, de la Haute-Garonne, des Hautes-Pyrénées et de l'Ariège.
Exposée à un climat de montagne, elle est drainée par la Pique et par divers autres petits cours d'eau. La commune possède un patrimoine naturel remarquable : un site Natura 2000 (« Garonne, Ariège, Hers, Salat, Pique et Neste ») et six zones naturelles d'intérêt écologique, faunistique et floristique.
Antignac est une commune rurale qui compte 86 habitants en 2022, après avoir connu un pic de population de 236 habitants en 1861. Elle fait partie de l'aire d'attraction de Bagnères-de-Luchon. Ses habitants sont appelés les Antignacais ou  Antignacaises.

## Géographie

### Localisation
La commune d'Antignac se trouve dans le département de la Haute-Garonne, en région Occitanie.
Elle se situe à 110 km à vol d'oiseau de Toulouse, préfecture du département, à 33 km de Saint-Gaudens, sous-préfecture, et à 4 km de Bagnères-de-Luchon, bureau centralisateur du canton de Bagnères-de-Luchon dont dépend la commune depuis 2015 pour les élections départementales.
La commune fait en outre partie du bassin de vie de Bagnères-de-Luchon.
Les communes les plus proches sont : 
Salles-et-Pratviel (0,6 km), Moustajon (1,3 km), Sode (1,7 km), Artigue (1,7 km), Juzet-de-Luchon (2,1 km), Saccourvielle (3,3 km), Cazaril-Laspènes (3,5 km), Cier-de-Luchon (3,6 km).
Sur le plan historique et culturel, Antignac fait partie du pays de Comminges, correspondant à l’ancien comté de Comminges, circonscription de la province de Gascogne située sur les départements actuels du Gers, de la Haute-Garonne, des Hautes-Pyrénées et de l'Ariège.
Antignac est limitrophe de six autres communes, dont Juzet-de-Luchon au sud-est, par un quadripoint.
Les communes limitrophes sont  Cier-de-Luchon, Juzet-de-Luchon, Moustajon, Saccourvielle, Saint-Paul-d'Oueil et Salles-et-Pratviel.
| Saint-Paul-d'Oueil | Cier-de-Luchon |                    |
| Saccourvielle      | Antignac       | Salles-et-Pratviel |
|                    | Moustajon      | Juzet-de-Luchon    |

Antignac est une commune de l'aire d'attraction de Bagnères-de-Luchon située dans les Pyrénées centrales, dans le Comminges, à 4 km au nord de Bagnères-de-Luchon et 46 km au sud de Saint-Gaudens.

### Géologie et relief
La superficie de la commune est de 580 hectares ; son altitude varie de 589  à   1 846 mètres.

### Hydrographie
La commune est dans le bassin versant de la Garonne, au sein du bassin hydrographique Adour-Garonne. Elle est drainée par la Pique, un bras du Ruisseau de Barradé, Coume de Maragnouère, le ruisseau Bayle de Lut, le ruisseau de Barradé, le ruisseau de Bernadet, le ruisseau d'o et par divers petits cours d'eau, constituant un réseau hydrographique de 13 km de longueur totale,.
La Pique, d'une longueur totale de 32,9 km, prend sa source dans la commune de Bagnères-de-Luchon et s'écoule vers le nord. Elle traverse la commune et se jette dans la Garonne à Chaum, après avoir traversé 17 communes.

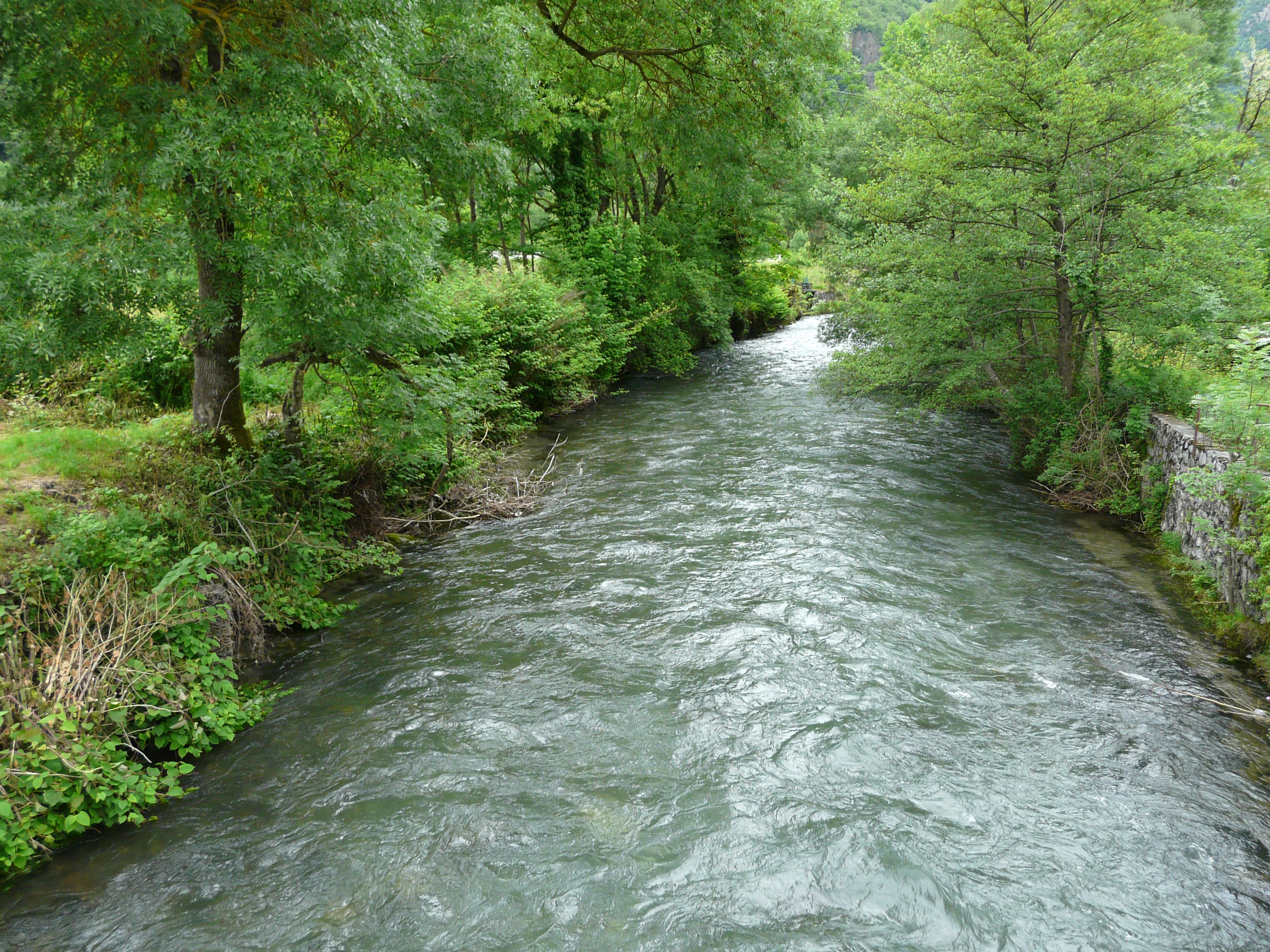
La Pique sert de limite entre Antignac et Salles-et-Pratviel.
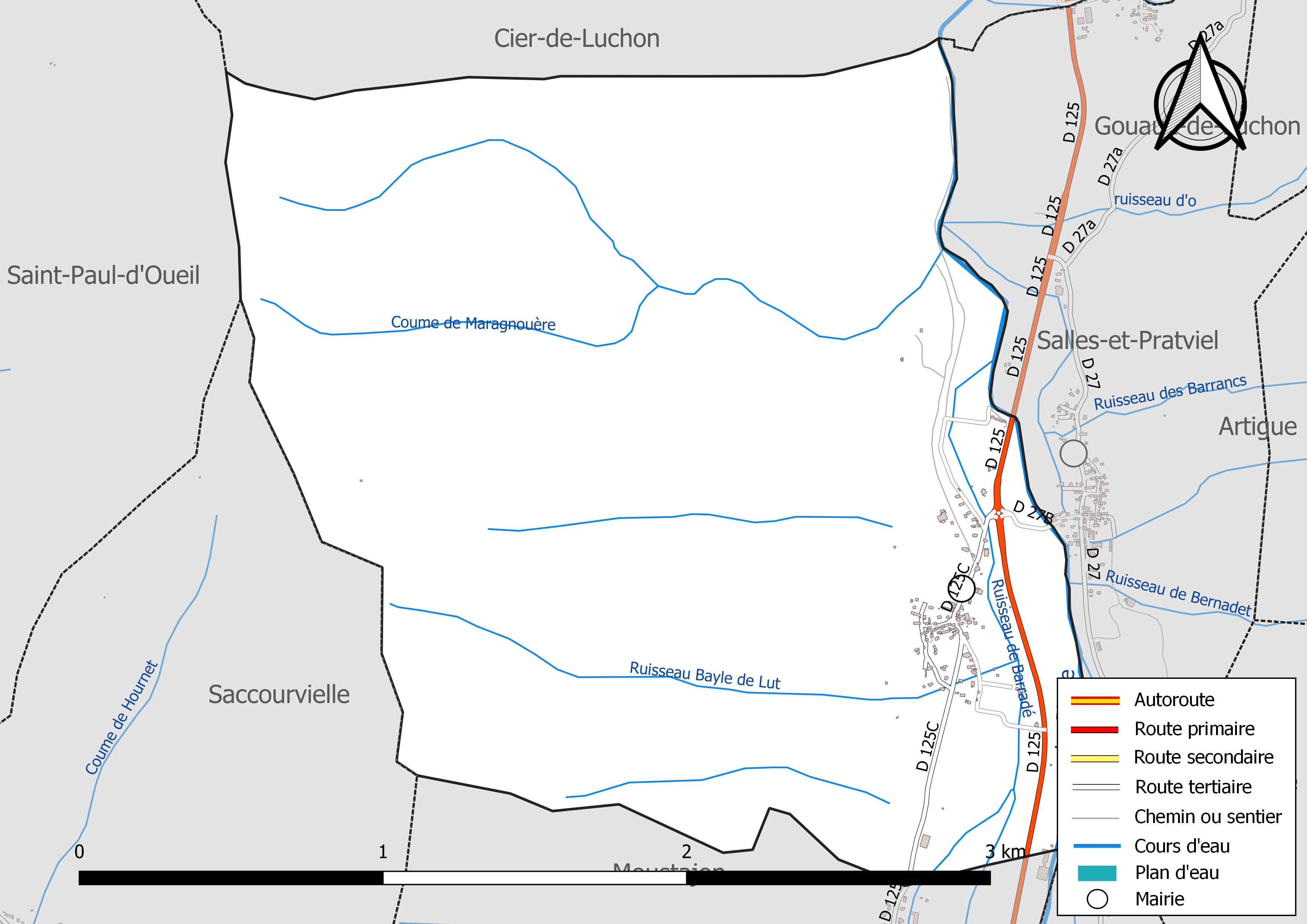
Réseaux hydrographique et routier d'Antignac.

### Climat
Pour des articles plus généraux, voir Climat de l'Occitanie et Climat de la Haute-Garonne.
En 2010, le climat de la commune est de type climat océanique altéré, selon une étude s'appuyant sur une série de données couvrant la période 1971-2000. En 2020, Météo-France publie une typologie des climats de la France métropolitaine dans laquelle la commune est exposée à un climat de montagne ou de marges de montagne et est dans la région climatique Pyrénées centrales, caractérisée par une pluviométrie annuelle de 1 000 à 1 200 mm.
Pour la période 1971-2000, la température annuelle moyenne est de 10,3 °C, avec une amplitude thermique annuelle de 14,5 °C. Le cumul annuel moyen de précipitations est de 1 081 mm, avec 9,7 jours de précipitations en janvier et 7,1 jours en juillet. Pour la période 1991-2020, la température moyenne annuelle observée sur la station météorologique la plus proche, située sur la commune de Bagnères-de-Luchon à 4 km à vol d'oiseau, est de 11,5 °C et le cumul annuel moyen de précipitations est de 940,5 mm,. Pour l'avenir, les paramètres climatiques de la commune estimés pour 2050 selon différents scénarios d’émission de gaz à effet de serre sont consultables sur un site dédié publié par Météo-France en novembre 2022.

### Milieux naturels et biodiversité

#### Réseau Natura 2000

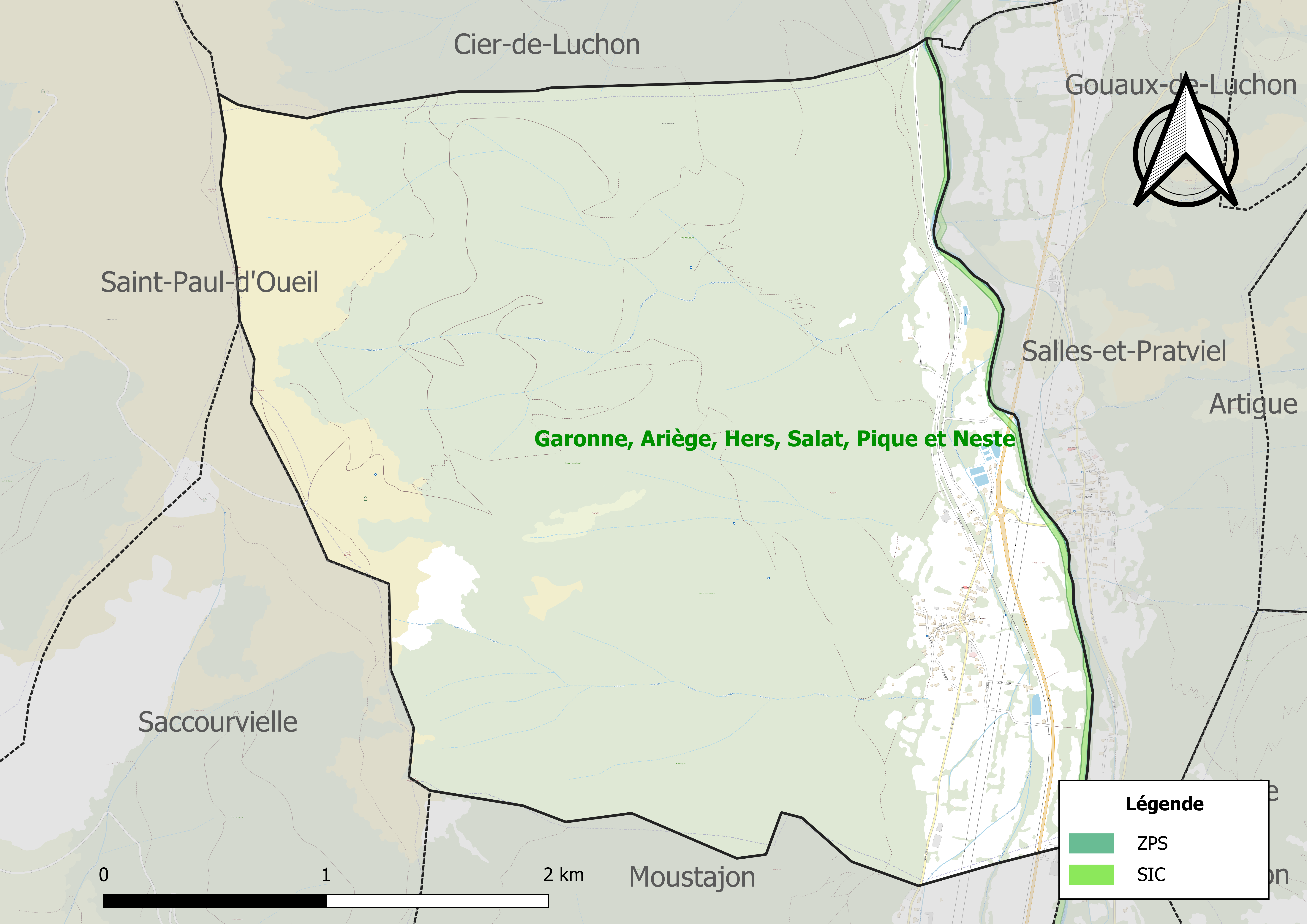
Site Natura 2000 sur le territoire communal.

Le réseau Natura 2000 est un réseau écologique européen de sites naturels d'intérêt écologique élaboré à partir des directives habitats et oiseaux, constitué de zones spéciales de conservation (ZSC) et de zones de protection spéciale (ZPS).
Un site Natura 2000 a été défini sur la commune au titre de la directive habitats : « garonne, Ariège, Hers, Salat, Pique et Neste », d'une superficie de 9 581 ha, un réseau hydrographique pour les poissons migrateurs (zones de frayères actives et potentielles importantes pour le Saumon en particulier qui fait l'objet d'alevinages réguliers et dont des adultes atteignent déjà Foix sur l'Ariège.

#### Zones naturelles d'intérêt écologique, faunistique et floristique

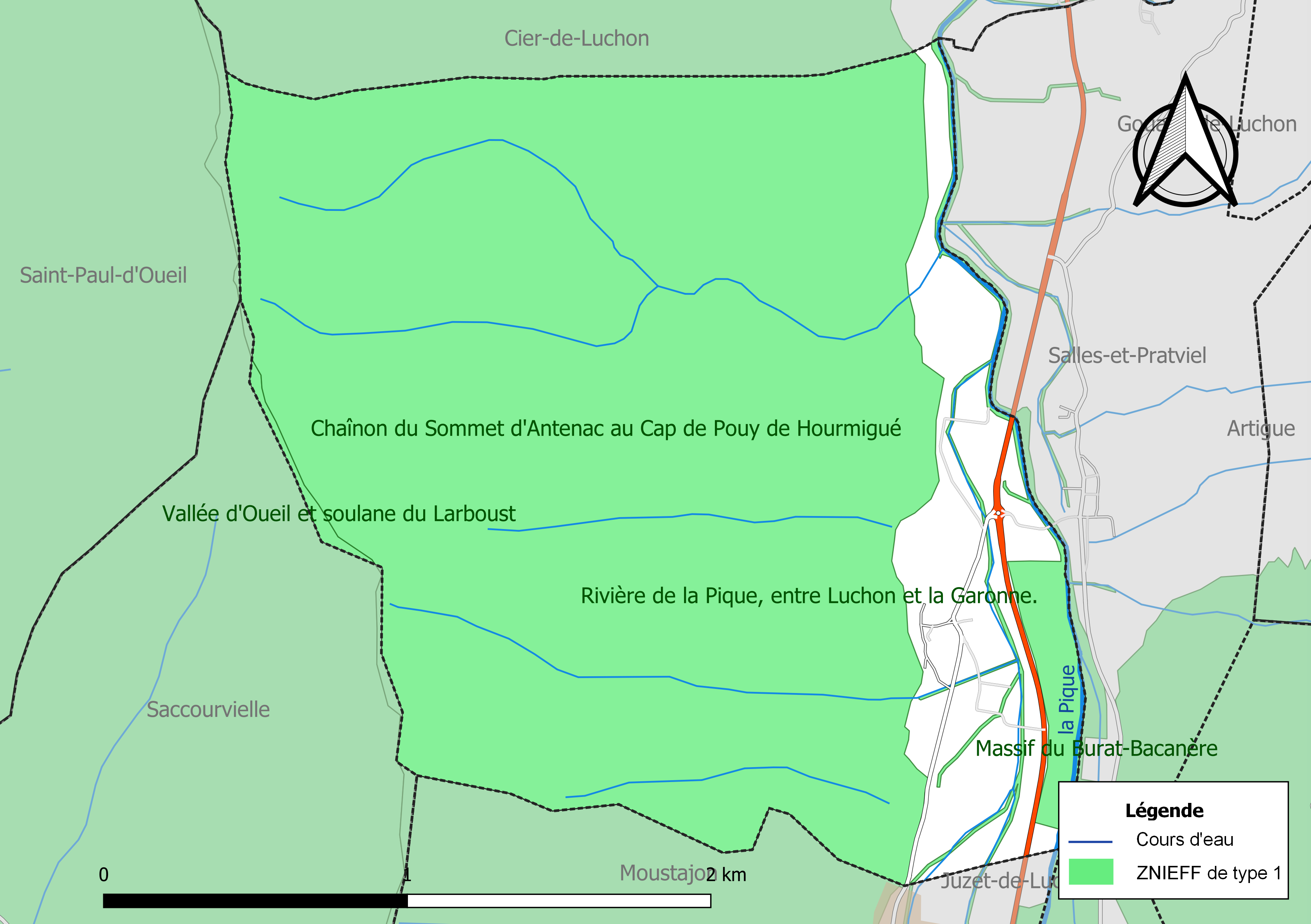
Carte des ZNIEFF de type 1 localisées sur la commune.

L’inventaire des zones naturelles d'intérêt écologique, faunistique et floristique (ZNIEFF) a pour objectif de réaliser une couverture des zones les plus intéressantes sur le plan écologique, essentiellement dans la perspective d’améliorer la connaissance du patrimoine naturel national et de fournir aux différents décideurs un outil d’aide à la prise en compte de l’environnement dans l’aménagement du territoire.
Trois ZNIEFF de type 1 sont recensées sur la commune :
- les « Chaînon du sommet d'Antenac au cap de Pouy de Hourmigué » (5 751 ha), couvrant 22 communes dont 16 dans la Haute-Garonne et six dans les Hautes-Pyrénées[21] ;
- la « rivière de la Pique, entre Luchon et la Garonne. » (143 ha), couvrant 16 communes du département[22],
- la « vallée d'Oueil et soulane du Larboust » (6 150 ha), couvrant 27 communes dont 21 dans la Haute-Garonne et six dans les Hautes-Pyrénées[23] ;

et trois ZNIEFF de type 2, : 
- les « Garonne amont, Pique et Neste » (1 788 ha), couvrant 112 communes dont 42 dans la Haute-Garonne et 70 dans les Hautes-Pyrénées[24] ;
- la « Haute montagne en Haute-Garonne » (33 294 ha), couvrant 49 communes dont 41 dans la Haute-Garonne et huit dans les Hautes-Pyrénées[25] ;
- le « massif de la Barousse et chaînon du sommet d´Antenac au cap de Pouy de Hourmigué » (15 691 ha), couvrant 33 communes dont 18 dans la Haute-Garonne et 15 dans les Hautes-Pyrénées[26].

## Urbanisme

### Typologie
Au 1er janvier 2024, Antignac est catégorisée commune rurale à habitat dispersé, selon la nouvelle grille communale de densité à sept niveaux définie par l'Insee en 2022.
Elle est située hors unité urbaine. Par ailleurs la commune fait partie de l'aire d'attraction de Bagnères-de-Luchon, dont elle est une commune de la couronne,. Cette aire, qui regroupe 44 communes, est catégorisée dans les aires de moins de 50 000 habitants,.

### Occupation des sols
L'occupation des sols de la commune, telle qu'elle ressort de la base de données européenne d’occupation biophysique des sols Corine Land Cover (CLC), est marquée par l'importance des forêts et milieux semi-naturels (87,9 % en 2018), une proportion identique à celle de 1990 (87,9 %). La répartition détaillée en 2018 est la suivante : 
forêts (78,4 %), prairies (12,1 %), milieux à végétation arbustive et/ou herbacée (9,6 %). L'évolution de l’occupation des sols de la commune et de ses infrastructures peut être observée sur les différentes représentations cartographiques du territoire : la carte de Cassini (XVIIIe siècle), la carte d'état-major (1820-1866) et les cartes ou photos aériennes de l'IGN pour la période actuelle (1950 à aujourd'hui).

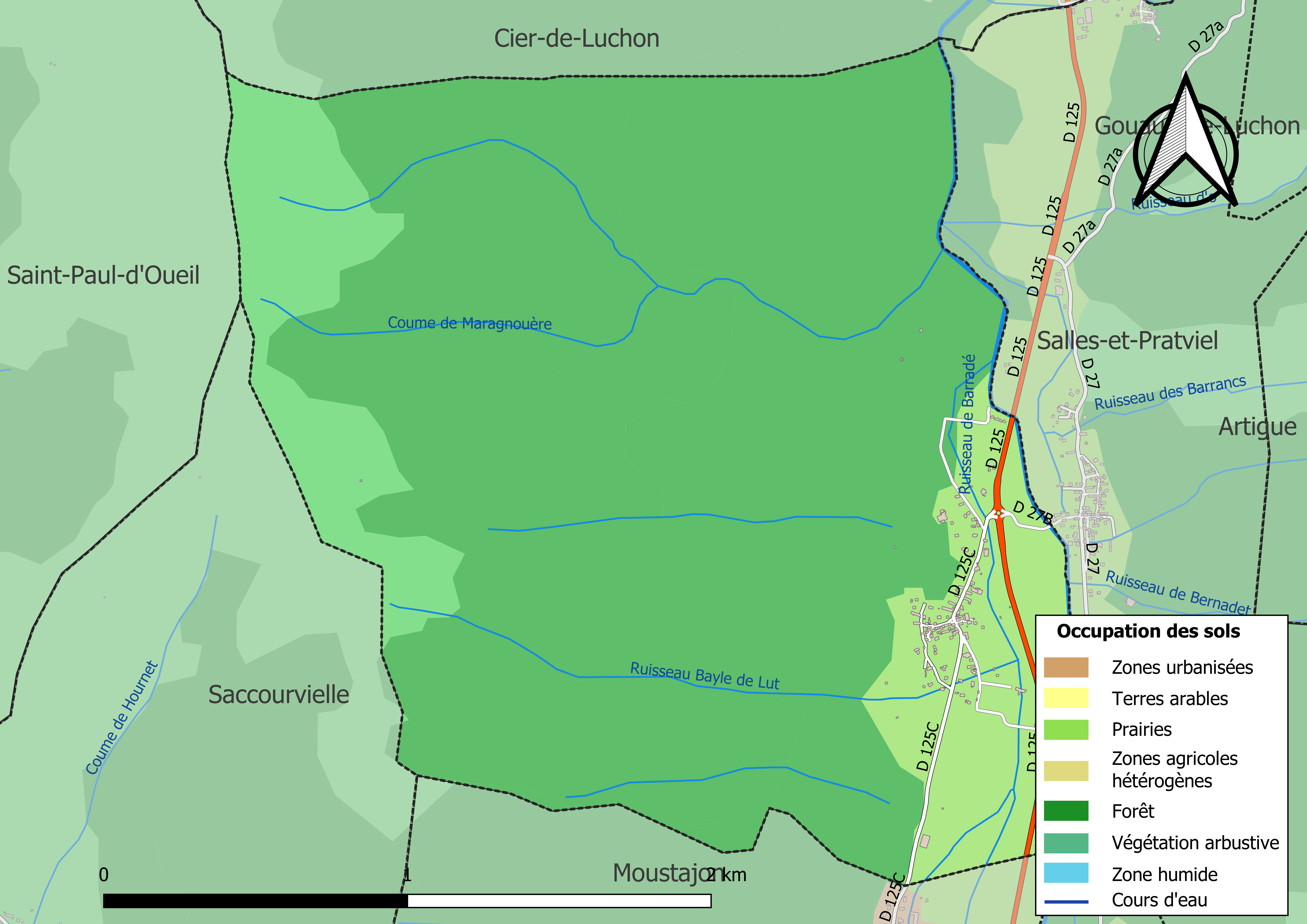
Carte des infrastructures et de l'occupation des sols de la commune en 2018 (CLC).

### Voies de communication et transports
Accès par l'autoroute A64 sortie no 17 puis la route départementale 125c, et avec la ligne 394 du réseau Arc-en-ciel ainsi qu'en gare de Luchon située sur la ligne de Montréjeau à Luchon.

### Risques majeurs
Le territoire de la commune d'Antignac est vulnérable à différents aléas naturels : météorologiques (tempête, orage, neige, grand froid, canicule ou sécheresse), inondations, feux de forêts, mouvements de terrains, avalanche  et séisme (sismicité moyenne). Il est également exposé à un risque technologique, la rupture d'un barrage, et à un risque particulier : le risque de radon. Un site publié par le BRGM permet d'évaluer simplement et rapidement les risques d'un bien localisé soit par son adresse soit par le numéro de sa parcelle.

#### Risques naturels
Certaines parties du territoire communal sont susceptibles d’être affectées par le risque d’inondation par débordement de cours d'eau, notamment la Pique. La commune a été reconnue en état de catastrophe naturelle au titre des dommages causés par les inondations et coulées de boue survenues en 1982, 1999, 2009 et 2013,.
Un plan départemental de protection des forêts contre les incendies a été approuvé par arrêté préfectoral du 25 septembre 2006. Antignac est exposée au risque de feu de forêt du fait de la présence sur son territoire du massif des Pyrénées. Il est ainsi défendu aux propriétaires de la commune et à leurs ayants droit de porter ou d’allumer du feu dans l'intérieur et à une distance de 200 mètres des bois, forêts, plantations, reboisements ainsi que des landes. L’écobuage est également interdit, ainsi que les feux de type méchouis et barbecues, à l’exception de ceux prévus dans des installations fixes (non situées sous couvert d'arbres) constituant une dépendance d'habitation,

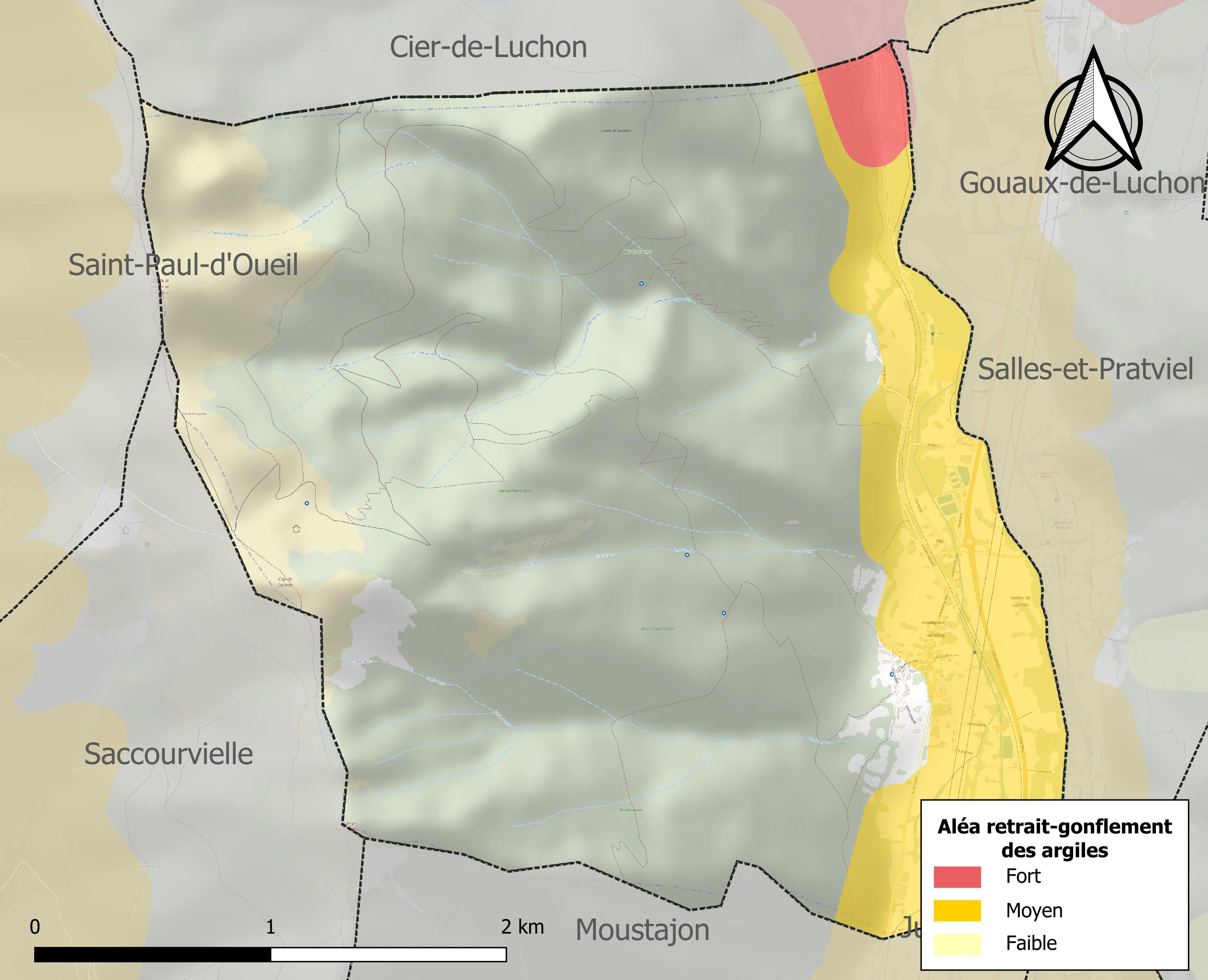
Carte des zones d'aléa retrait-gonflement des sols argileux d'Antignac.

La commune est vulnérable au risque de mouvements de terrains constitué principalement du retrait-gonflement des sols argileux. Cet aléa est susceptible d'engendrer des dommages importants aux bâtiments en cas d’alternance de périodes de sécheresse et de pluie. 18,2 % de la superficie communale est en aléa moyen ou fort (88,8 % au niveau départemental et 48,5 % au niveau national). Sur les 63 bâtiments dénombrés sur la commune en 2019, 37 sont en aléa moyen ou fort, soit 59 %, à comparer aux 98 % au niveau départemental et 54 % au niveau national. Une cartographie de l'exposition du territoire national au retrait gonflement des sols argileux est disponible sur le site du BRGM,.
Par ailleurs, afin de mieux appréhender le risque d’affaissement de terrain, l'inventaire national des cavités souterraines permet de localiser celles situées sur la commune.
Concernant les mouvements de terrains, la commune a été reconnue en état de catastrophe naturelle au titre des dommages causés par des mouvements de terrain en 1999.

#### Risques technologiques
La commune est en outre située en aval du barrage du Portillon sur la Neste d'Oô. À ce titre elle est susceptible d’être touchée par l’onde de submersion consécutive à la rupture de cet ouvrage.

#### Risque particulier
Dans plusieurs parties du territoire national, le radon, accumulé dans certains logements ou autres locaux, peut constituer une source significative d’exposition de la population aux rayonnements ionisants. Certaines communes du département sont concernées par le risque radon à un niveau plus ou moins élevé. Selon la classification de 2018, la commune d'Antignac est classée en zone 3, à savoir zone à potentiel radon significatif.

## Toponymie
La commune tirerait son nom de l'anthroponyme gallo-romain Antinius ou Antenius associé au suffixe de possession -acum. Ce nom est à rapprocher de celui d'autres communes et hameaux du sud-ouest et sud-centre de la France, tel Antignac (Cantal) (Antinhac 1561), construits sur le même modèle, ainsi que les Antigny du domaine d'oïl, comme Antigny-la-Ville (Côte-d'Or, Antinniacum 1140).
En occitan, la commune se nomme Antinhac, et Aoutenac en gascon montagnard.

## Histoire
L'origine du nom du village et la présence d'une pierre gravée indiquent que le site est sans doute occupé à l'époque romaine.
Le seigneur Arnaud-Guilhem d'Antignac, écuyer du comte de Comminges, établit un obit avec office de la Croix, une messe mensuelle et une scolanie[Quoi ?] en 1320. Il s'agit d'un dernier écho de la civilisation courtoise. Un acte d'inféodation daté de 1487 et écrit en latin existait concernant cette famille.
La seigneurie passe ensuite aux Binos qui renoncent aux dîmes au profit du chapitre de Saint Bertrand.
Antignac paye l'albergue aux comtes de Comminges, puis ce droit de gîte est remplacé par une redevance de deux sous alors que Bagnères en doit quatre.
Guilhem de Labarthe, juge du Comminges, confirme en 1431 la charte de Bernard VIII pour la plus grande joie des pyrénéistes des montagnes de Saint-Paul, Mailh Trencat et Bacanère.
Plus tard, un Sacarrère laisse des revenus pour des messes, mais il n'est plus question d'école.
À la Révolution, malgré les quolibets des fidèles, le vicaire Saint-Martin jure et finit dans la peau d'un juge de paix à Bagnères en 1834.

## Politique et administration

### Administration municipale
Le nombre d'habitants au recensement de 2011 étant compris entre 100 et 499, le nombre de membres du conseil municipal pour l'élection de 2014 est de onze,.

### Rattachements administratifs et électoraux
Commune faisant partie de la huitième circonscription de la Haute-Garonne, de la communauté de communes des Pyrénées Haut-Garonnaises et du canton de Bagnères-de-Luchon. Avant le 1er janvier 2017, Antignac faisait partie de la communauté de communes du Pays de Luchon.

### Liste des maires
| Période                                  | Période  | Identité      | Étiquette | Qualité     |
| ---------------------------------------- | -------- | ------------- | --------- | ----------- |
| Les données manquantes sont à compléter. |          |               |           |             |
| juin 1995                                | En cours | Sylvain Comet | DVG       | Agriculteur |

## Population et société

### Démographie
L'évolution du nombre d'habitants est connue à travers les recensements de la population effectués dans la commune depuis 1793. Pour les communes de moins de 10 000 habitants, une enquête de recensement portant sur toute la population est réalisée tous les cinq ans, les populations de référence des années intermédiaires étant quant à elles estimées par interpolation ou extrapolation. Pour la commune, le premier recensement exhaustif entrant dans le cadre du nouveau dispositif a été réalisé en 2005.

En 2022, la commune comptait 86 habitants, en évolution de −23,89 % par rapport à 2016 (Haute-Garonne : +8,02 %, France hors Mayotte : +2,11 %).
| 1793 | 1800 | 1806 | 1821 | 1831 | 1836 | 1841 | 1846 | 1851 |
| ---- | ---- | ---- | ---- | ---- | ---- | ---- | ---- | ---- |
| 150  | 123  | 151  | 147  | 155  | 177  | 210  | 226  | 232  |

| 1856 | 1861 | 1866 | 1872 | 1876 | 1881 | 1886 | 1891 | 1896 |
| ---- | ---- | ---- | ---- | ---- | ---- | ---- | ---- | ---- |
| 221  | 236  | 209  | 177  | 172  | 178  | 172  | 155  | 158  |

| 1901 | 1906 | 1911 | 1921 | 1926 | 1931 | 1936 | 1946 | 1954 |
| ---- | ---- | ---- | ---- | ---- | ---- | ---- | ---- | ---- |
| 137  | 135  | 111  | 105  | 108  | 102  | 105  | 85   | 75   |

| 1962 | 1968 | 1975 | 1982 | 1990 | 1999 | 2005 | 2006 | 2010 |
| ---- | ---- | ---- | ---- | ---- | ---- | ---- | ---- | ---- |
| 82   | 61   | 63   | 55   | 94   | 100  | 102  | 102  | 108  |

| 2015 | 2020 | 2022 | - | - | - | - | - | - |
| ---- | ---- | ---- | - | - | - | - | - | - |
| 110  | 90   | 86   | - | - | - | - | - | - |

| selon la population municipale des années : | 1968 | 1975 | 1982 | 1990 | 1999 | 2006 | 2009 | 2013 |
| Rang de la commune dans le département      | 557  | 501  | 493  | 462  | 461  | 467  | 469  | 471  |
| Nombre de communes du département           | 592  | 582  | 586  | 588  | 588  | 588  | 589  | 589  |

### Enseignement
Antignac fait partie de l'académie de Toulouse.

### Culture et festivité
Panthéon pyrénéen

### Activités sportives
Chasse, randonnée pédestre, rafting,

### Écologie et recyclage
La collecte et le traitement des déchets des ménages et des déchets assimilés ainsi que la protection et la mise en valeur de l'environnement se font dans le cadre de la communauté de communes des Pyrénées Haut-Garonnaises.

## Économie

### Emploi
|                | 2008  | 2013  | 2018   |
| -------------- | ----- | ----- | ------ |
| Commune        | 7,1 % | 4,2 % | 15,4 % |
| Département    | 7,7 % | 9,6 % | 9,3 %  |
| France entière | 8,3 % | 10 %  | 10 %   |

En 2018, la population âgée de 15 à 64 ans s'élève à 62 personnes, parmi lesquelles on compte 75 % d'actifs (59,6 % ayant un emploi et 15,4 % de chômeurs) et 25 % d'inactifs,. En  2018, le taux de chômage communal (au sens du recensement) des 15-64 ans est supérieur à celui du département et de la France, alors qu'en 2008 la situation était inverse.
La commune fait partie de la couronne de l'aire d'attraction de Bagnères-de-Luchon, du fait qu'au moins 15 % des actifs travaillent dans le pôle,. Elle compte 12 emplois en 2018, contre 15 en 2013 et 20 en 2008. Le nombre d'actifs ayant un emploi résidant dans la commune est de 38, soit un indicateur de concentration d'emploi de 32,5 % et un taux d'activité parmi les 15 ans ou plus de 51,3 %.
Sur ces 38 actifs de 15 ans ou plus ayant un emploi, 8 travaillent dans la commune, soit 22 % des habitants. Pour se rendre au travail, 87,5 % des habitants utilisent un véhicule personnel ou de fonction à quatre roues, 3,1 % s'y rendent en deux-roues, à vélo ou à pied et 9,4 % n'ont pas besoin de transport (travail au domicile).

### Activités hors agriculture
10 établissements sont implantés  à Antignac au 31 décembre 2019.
Le secteur du commerce de gros et de détail, des transports, de l'hébergement et de la restauration est prépondérant sur la commune puisqu'il représente 40 % du nombre total d'établissements de la commune (4 sur les 10 entreprises implantées  à Antignac), contre 25,9 % au niveau départemental.

### Agriculture
|               | 1988 | 2000 | 2010 | 2020 |
| ------------- | ---- | ---- | ---- | ---- |
| Exploitations | 2    | 2    | 2    | 2    |
| SAU (ha)      | 47   | 51   | 91   | 84   |

La commune est dans les « Pyrénées centrales », une petite région agricole occupant le centre-nord du département de la Haute-Garonne. En 2020, l'orientation technico-économique de l'agriculture  sur la commune est l'élevage d'ovins ou de caprins. Deux exploitations agricoles ayant leur siège dans la commune sont dénombrées lors du recensement agricole de 2020 (deux en 1988). La superficie agricole utilisée est de 84 ha,,.

## Culture locale et patrimoine

### Lieux et monuments

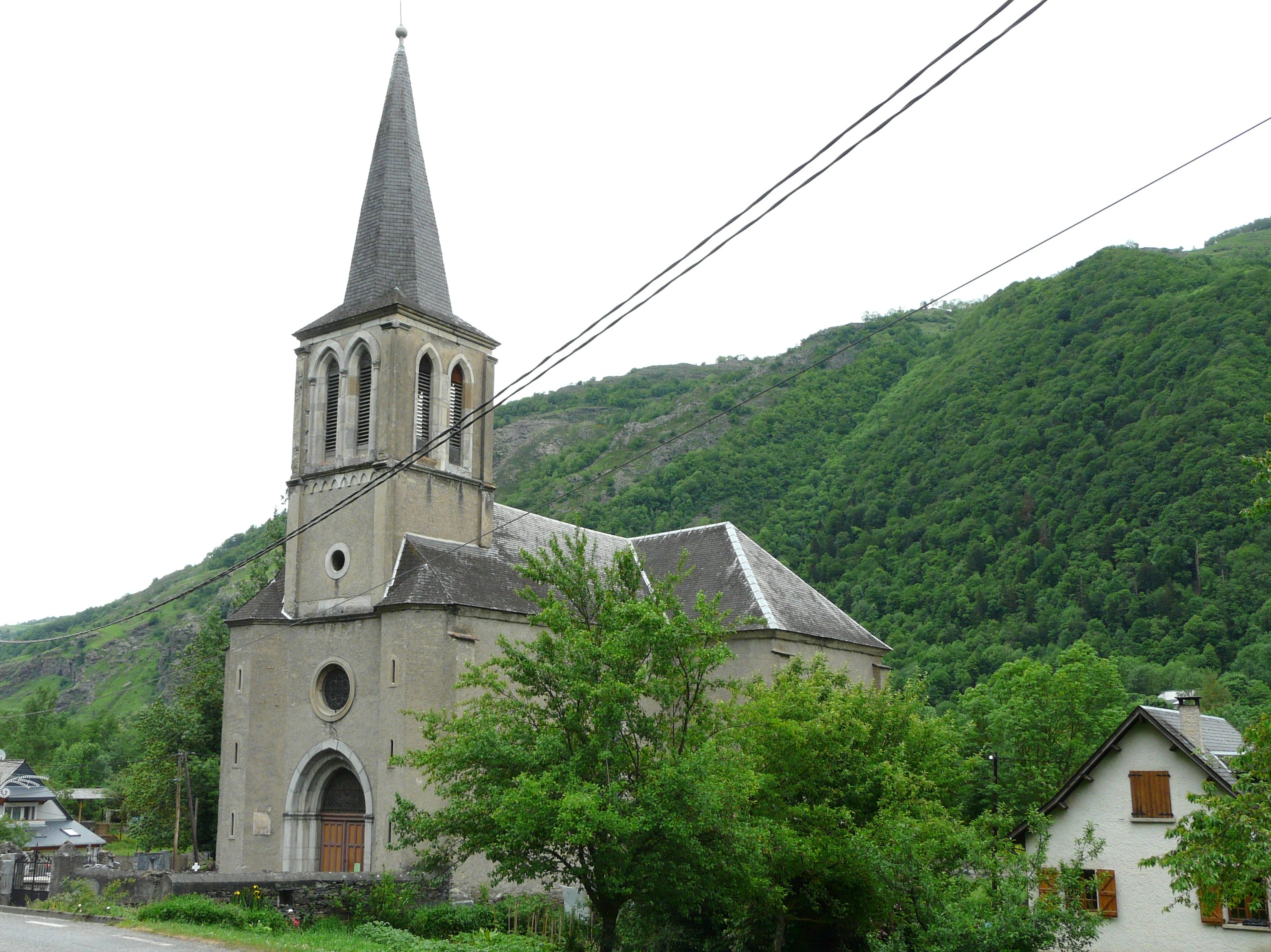
L'église d'Antignac.
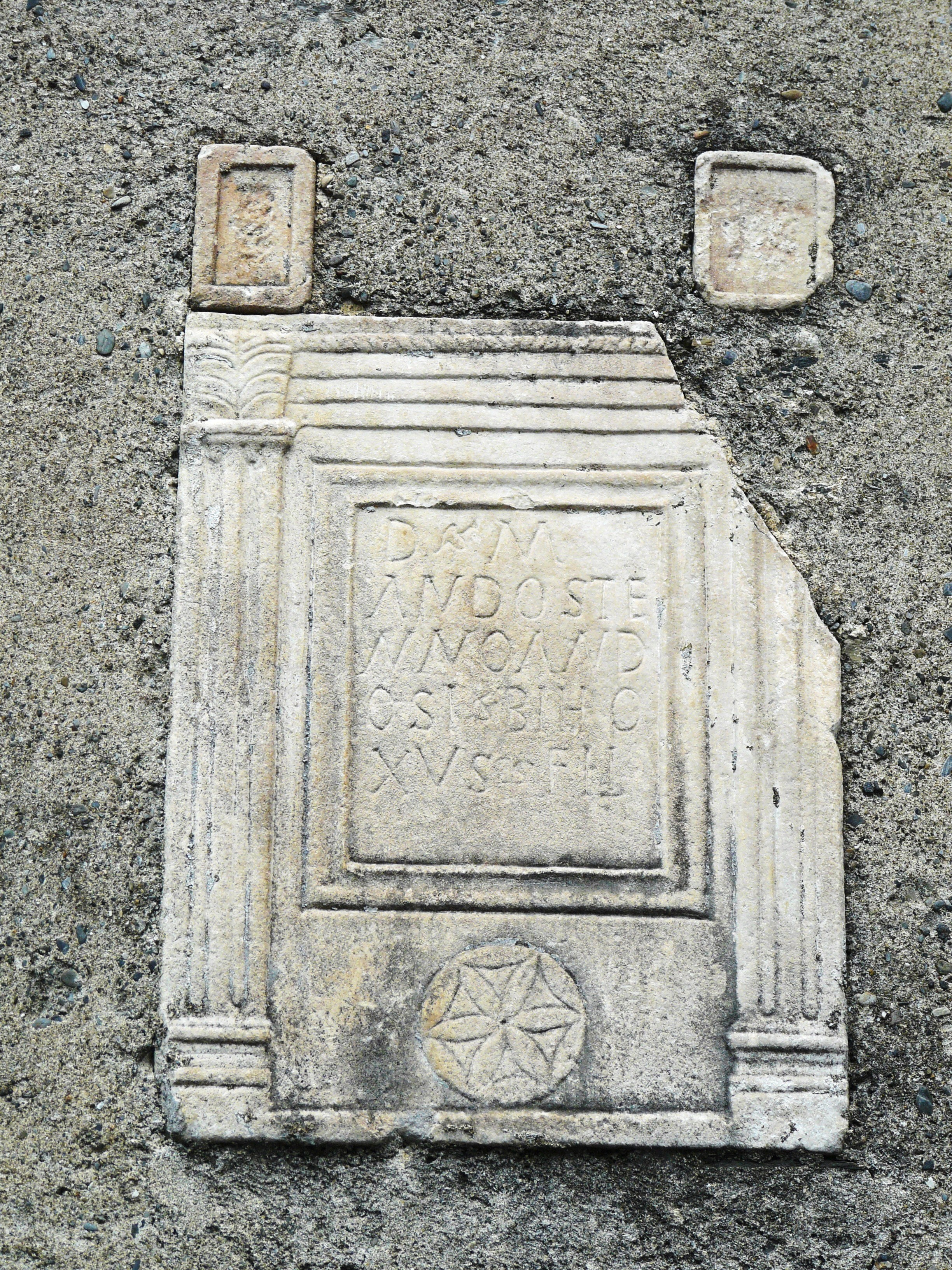
Plaque de marbre encastrée dans un mur de l'église.
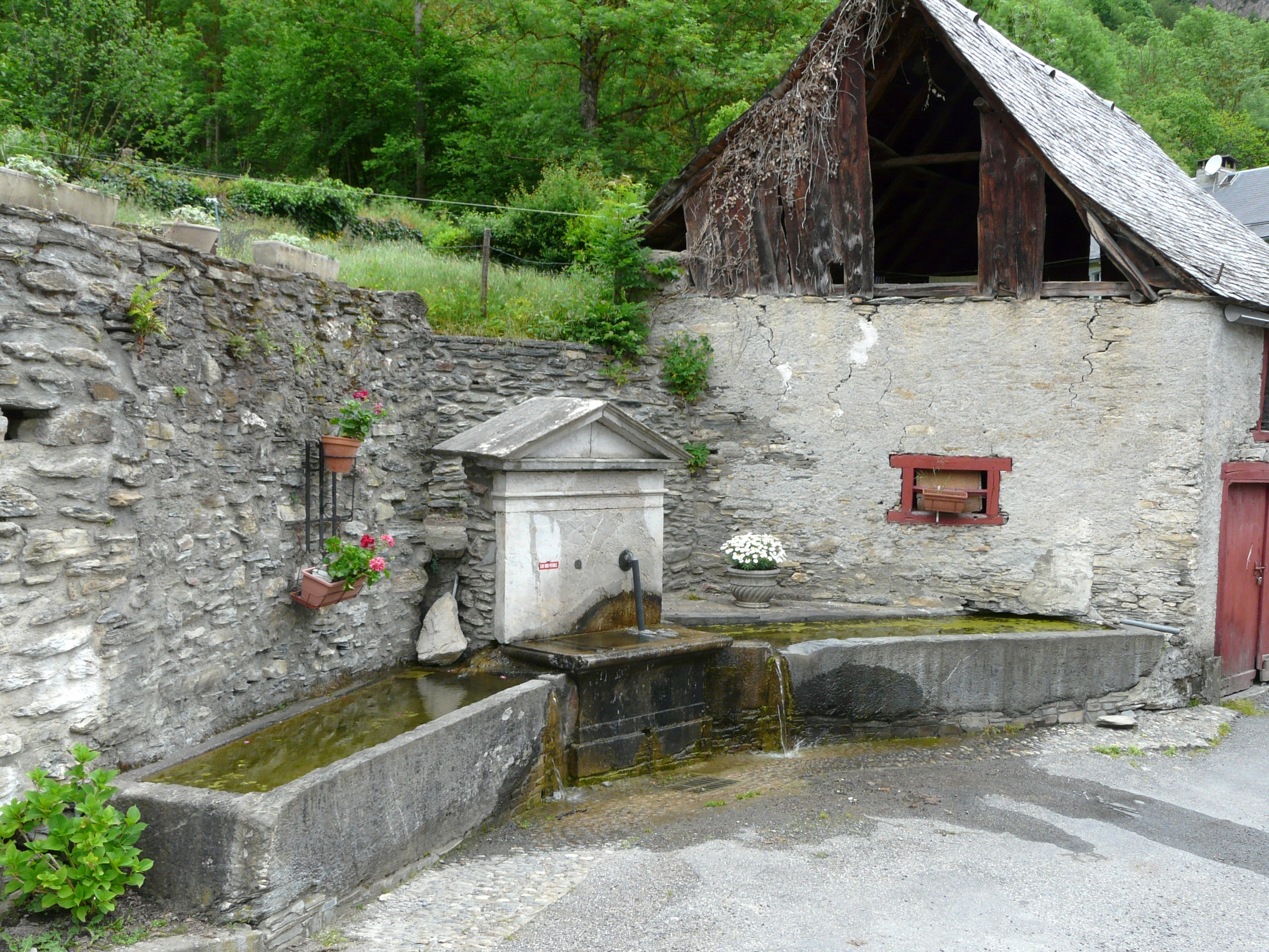
Fontaine et abreuvoirs dans le village.

- Église Saint-Orens.
- Maison d'Espouy-Bourbon du XVe siècle. Cette maison, probablement une ancienne tour de guet pour sa partie la plus ancienne, est appelée le « château » en raison de sa situation géographique dominant le village et d'une salle médiévale remaniée à la Renaissance et prolongée d'une folie du XVIIIe siècle est-ouest. 
Une fenêtre Renaissance coiffant un mur important et le toit en redan équilibrent l'architecture. Outre cette fenêtre à meneaux, une meurtrière et un linteau à fleur de lis subsistent encore. Le linteau est le signe de la demeure d'un officier royal. 
L'ensemble n'a pas été buché[Quoi ?] pendant la Révolution. Protégé des vues du chemin par un mur d'enceinte, il est peut-être plâtré à cette époque[56].
- Ancien moulin d'Anaïs du XVIIIe siècle. Encore en service commercial pendant les restrictions sous l'occupation, ce moulin est situé près du canal, de la ligne de chemin de fer et de la route parallèle. Sous l'arche passe le canal moteur[Quoi ?]. Le terroir de polyculture est aujourd'hui orienté vers l'élevage[56].

### Personnalités liées à la commune
- Edmond Rostand : dans Cyrano de Bergerac, acte 4, scène VI, l'auteur s'est inspiré de la toponymie de la vallée de Luchon, entre autres, pour nommer ses cadets de Gascogne : on y trouve un « Chevalier d’Antignac-Juzet ».
- Faustin Bentaberry (1869-1936), musicien, danseur et chorégraphe basque, est mort à Antignac et repose dans le cimetière de la commune.

## Pour approfondir